# Joseph E. Aoun
Joseph E. Aoun (Bejrút, Libanon, 1953. március 26. –) libanoni születésű amerikai nyelvész, 2006. augusztus 15-e óta az Északkeleti Egyetem hetedik rektora.
Korábban a Dél-Kaliforniai Egyetem művészeti főiskolájának dékánja, valamint a nyelvészeti tanszék oktatója.

## Robot-Proof
Az MIT Press által 2017-ben kiadott Robot-Proof: Higher Education in the Age of Artificial Intelligence egy évvel azután jelent meg, hogy Aoun Robot-Proof című véleménycikke megjelent a The Chronicle of Higher Educationben.
A könyvben Aoun javaslatot tesz arra, hogyan tanítsuk meg a következő generációt feltalálni, alkotni és felfedezni – amikre a mesterséges intelligencia nem képes. Szerinte a „robotbiztos” oktatásban a diákok nem tényeket memorizálnak, hanem megtanulják hasznosítani kreativitásukat (például dalt írnak, felfedezik a rák ellenszerét stb.). Az általa felvázolt javaslattal a hallgatók felkészülhetnek arra, amikor a munkaerőpiacon nem csak egymással, hanem robotokkal is versenyezniük kell majd.
Szerinte a technológiával való lépéstartáshoz szükséges a jobb oktatás: „a főiskolák és egyetemek alapvető célja a diplomák kiadásán túl a képzés kell, hogy legyen – ez azt jelenti, hogy minden korosztálynak pályafutása minden szakaszában képesnek kell lennie arra, hogy sikeres és teljes életet éljen”.

## Fordítás
- Ez a szócikk részben vagy egészben  a   Joseph E. Aoun című angol Wikipédia-szócikk ezen változatának fordításán alapul.  Az eredeti cikk szerkesztőit annak laptörténete sorolja fel. Ez a jelzés csupán a megfogalmazás eredetét és a szerzői jogokat jelzi, nem szolgál a cikkben szereplő információk forrásmegjelöléseként.